# Ханалеј
Ханалеј (енгл. Hanalei) насељено је место за статистичке потребе у америчкој савезној држави Хаваји. По попису становништва из 2010. у њему је живело 450 становника.

## Демографија
Према попису становништва из 2010. у граду је живело 450 становника, што је -28 (-5.9%) становника више него 2000. године.
| Група             | 2000.       | 2010.       |
| Белци             | 268 (56,1%) | 266 (59,1%) |
| Афроамериканци    | 0 (0,0%)    | 0 (0,0%)    |
| Азијати           | 88 (18,4%)  | 61 (13,6%)  |
| Хиспаноамериканци | 23 (4,8%)   | 29 (6,4%)   |
| Укупно            | 478         | 450         |